# Народно-Демократическая Республика Эфиопия
Народно-Демократическая Республика Эфиопия (የኢትዮጵያ ሕዝባዊ ዲሞክራሲያዊ ሪፐብሊክ) — официальное название Эфиопии с 1987 по 1991 годы. НДРЭ была основана правительством, которое возглавлял Менгисту Хайле Мариам. В новом государстве устанавливалась однопартийная система во главе с Рабочей партией Эфиопии, которая сменила диктатуру Дерга. НДРЭ официально была провозглашена 22 февраля 1987 года, тремя неделями спустя референдума, утвердившего новую Конституцию, хотя реальная власть оставалась у Дерга до сентября. Своё существование НДРЭ прекратила в конце мая 1991 года, когда войска Народного революционного демократического фронта Эфиопии вошли в Аддис-Абебу, а Менгисту бежал из страны.

## Достижения
После свержения имперского правления феодальная социально-экономическая структура была упразднена в результате ряда реформ, которые также повлияли на развитие образования. К началу 1975 года правительство закрыло Университет Хайле Селассие I и все старшие классы средних школ, а затем направило около 60 000 студентов и преподавателей в сельские районы для содействия правительственной кампании «Развитие через сотрудничество». Целью кампании было содействие земельной реформе и улучшение сельскохозяйственного производства, здравоохранения и местного самоуправления, а также информирование крестьян о новом политическом и социальном порядке.
Число учащихся начальных школ увеличилось примерно с 957 300 в 1974—1975 учебном году до почти 2 450 000 в 1985—1986 учебном году. В разных регионах по-прежнему наблюдались различия в количестве учащихся и в соотношении мальчиков и девочек. Тем не менее, в то время как число учащихся-мальчиков увеличилось более чем в два раза, число учащихся-девочек увеличилось более чем в три раза. Однако, поскольку большая часть контролируемых повстанцами регионов на севере Эфиопии, а также части регионов Сомали и Оромо не находились под контролем правительства, большинство его заявлений не воспринимались как исчерпывающие.
Количество старших классов средней школы также почти удвоилось, а в Арси, Бале, Годжам, Гондарэ и Уолло их число увеличилось в четыре раза. До революции школы были сосредоточены в городских районах нескольких административных регионов. В 1974—1975 году около 55 процентов старших классов средней школы находились в Эритрее и Шеве, включая Аддис-Абебу. В 1985—1986 учебном году этот показатель снизился до 40 процентов. Хотя в средних школах было значительно меньше девочек, доля женщин в школьной системе на всех уровнях и во всех регионах увеличилась примерно с 32 процентов в 1974—1975 учебном году до 39 процентов в 1985—1986 учебном году.
Одним из успехов НДРЭ была национальная кампания по ликвидации неграмотности. Уровень грамотности, составлявший менее 10 процентов при имперском режиме, к 1984 году вырос примерно до 63 процентов. В 1990—1991 годах уровень грамотности среди взрослого населения составлял чуть более 60 процентов, о чём сообщалось в правительственных и некоторых международных отчётах. Первоначально проводилось обучение грамоте на пяти языках: амхарском, оромо, тигринья, уолайта и сомалийском.
Ряд стран оказали щедрую помощь НДРЭ в удовлетворении потребностей в области здравоохранения. Куба, Советский Союз и ряд стран Восточной Европы предоставили медицинскую помощь. В начале 1980 года около 300 кубинских медицинских работников, в том числе более 100 врачей, вносили свой вклад в решение проблем здравоохранения. Помощь Запада для долгосрочного развития сектора здравоохранения Эфиопии была скромной, в среднем около 10 млн долларов США ежегодно, самой низкой на душу населения в Африке к югу от Сахары.